# Canton (Wisconsin)
Canton è un comune degli Stati Uniti, situato in Wisconsin, nella Contea di Buffalo.